# Roberto Zandonella
Roberto Zandonella (n. 14 aprilie 1944, Comelico Superiore, Veneto, Italia) este un bober ce a reprezentat Italia, medaliat olimpic. A participat la două ediții a Jocurilor Olimpice (1968, 1972) în care a câștigat o medalie de aur.

## Participări
Lista de mai jos prezintă principalele competiții la care a participat Roberto Zandonella de-a lungul carierei.
- bob la Jocurile Olimpice de iarnă din 1968